# Herb gminy Iwanowice
Herb gminy Iwanowice – symbol gminy Iwanowice, ustanowiony przed 2000.

## Wygląd i symbolika
Herb przedstawia na tarczy w polu czerwonym srebrną strzałę, rozdartą w wąs. Jest to godło z herbu Odrowąż, którym pieczętowali się pierwsi znani właściciele Iwanowic – rodzina Pieniążków.